# Еримбетов, Ернар Сапарбекович
Ернар Сапарбекович Еримбетов (род. 15 февраля 1980) — казахстанский гимнаст, участник Олимпийских игр.

## Карьера
Ернар начал свою спортивную карьеру в возрасте 17 лет на чемпионате мира среди юниоров, где занял 24-е место в личном многоборье. Через три года на Кубке Босфора он выиграл золото на перекладине и серебро на коне. В 2001 году на турнире в Котбусе он сумел квалифицироваться в три финала. В соревнованиях на параллельных брусьях он выиграл серебряную медаль. На Универсиаде он занял шестое место на том же снаряде. Дебютировав на взрослых соревнованиях, он выступил на чемпионате мира в Генте и сразу квалифицировался в три финала: в личном многоборье занял шестое место; в опорном прыжке стал пятым, а в вольных упражнениях седьмым.
В 2002 году Ернар принял участие на Азиатских играх в Пусане. Еримбетов прошёл в пять из восьми возможных финалов. В команде он занял пятое место, затем в абсолютном первенстве стал восьмым. В отдельных видах — в опорном прыжке, на параллельных брусьях и на перекладине — трижды стал четвёртым. На чемпионате мира 2002 года в Дебрецене он вышел в финал в опорном прыжке и занял шестое место. На Универсиаде 2003 года он выиграл серебряную медаль в личном зачете и золотые медали в опорном прыжке и на параллельных брусьях. Также в 2003 году он участвовал на чемпионате мира в Анахайме, где стал четвёртым. Этот результат позволил ему квалифицироваться на Олимпийские игры в 2004 году. В Афинах он вышел в два финала: в абсолютном первенстве стал 14-м, а на параллельных брусьях восьмым.
В 2005 году он снова принял участие на Универсиаде, завоевав две медали, а в 2006 году стал бронзовым призёром в опорном прыжке на Азиатских Играх в Дохе.
Ернар был вынужден уйти из спорта в 2007 году, чтобы восстановиться после травмы плеча. В 2008 году он вернулся с намерением принять участие на чемпионате Азии и готовиться к Олимпиаде в Лондоне 2012 года.